# Czechoslovakian International 1988
Die Czechoslovakian International 1988 im Badminton fanden vom 1. bis zum 2. Oktober 1988 in Prag statt. Der Austragungsort war die Sporthalle TJ Spoje Praha.

## Sieger und Platzierte
| Disziplin    | Gold                             | Silber                          | Bronze                           |
| ------------ | -------------------------------- | ------------------------------- | -------------------------------- |
| Herreneinzel | Klaus Fischer                    | Stephan Kuhl                    | Robert Neumann                   |
| Herreneinzel | Klaus Fischer                    | Stephan Kuhl                    | Tomasz Mendrek                   |
| Dameneinzel  | Elena Rybkina                    | Natalia Chursina                | Bożena Haracz                    |
| Dameneinzel  | Elena Rybkina                    | Natalia Chursina                | Bożena Siemieniec                |
| Herrendoppel | Stephan Kuhl Robert Neumann      | Jerzy Dołhan Jacek Hankiewicz   | Tomasz Mendrek Jiří Dufek        |
| Herrendoppel | Stephan Kuhl Robert Neumann      | Jerzy Dołhan Jacek Hankiewicz   | Heinz Fischer Klaus Fischer      |
| Damendoppel  | Monika Cassens Petra Michalowsky | Bożena Siemieniec Bożena Haracz | Elena Rybkina Natalia Chursina   |
| Damendoppel  | Monika Cassens Petra Michalowsky | Bożena Siemieniec Bożena Haracz | Eva Lacinová Jitka Lacinová      |
| Mixed        | Kai Abraham Petra Michalowsky    | Jerzy Dołhan Bożena Haracz      | Tomasz Mendrek Márta Dovalovszki |
| Mixed        | Kai Abraham Petra Michalowsky    | Jerzy Dołhan Bożena Haracz      | Csaba Kiss Andrea Papp           |

## Finalergebnisse
| Disziplin    | Sieger                           | Finalist                        | Ergebnis          |
| ------------ | -------------------------------- | ------------------------------- | ----------------- |
| Herreneinzel | Klaus Fischer                    | Stephan Kuhl                    | 15-5, 6-15, 15-12 |
| Dameneinzel  | Elena Rybkina                    | Natalia Chursina                | 10-12, 11-1, 11-3 |
| Herrendoppel | Stephan Kuhl Robert Neumann      | Jerzy Dołhan Jacek Hankiewicz   | 15-7, 15-13       |
| Damendoppel  | Monika Cassens Petra Michalowsky | Bożena Siemieniec Bożena Haracz | 18-15, 15-10      |
| Mixed        | Kai Abraham Petra Michalowsky    | Jerzy Dołhan Bożena Haracz      | 17-15, 15-9       |